# Menhire von Veyssières
Die Menhire von Veyssières stehen in Saint-Raphaël an der Côte d’Azur im äußersten Osten des Departement Var in Frankreich. Drei der fünf Menhire im Ort wurden aufrecht stehend vorgefunden.
- Menhir Nr. 1 ist etwa 1,65 m hoch und 0,5 m breit. Er verblieb an Ort und Stelle.⊙
- Der leicht versetzte Menhir Nr. 21 (auch Menhir de Valescure genannt) ist etwa 2,0 m hoch und 0,5 m breit.⊙ Beide sind aus Arkose (einer Sandsteinart).
- Menhir Nr. 32 hat eine Schlangengravur, die von einer menschlichen Darstellung überragt wird. Er wurde von der Rue Albert-Camus in den Hof des archäologischen Museums in der Rue de la Vieille von Saint-Raphaël ⊙ verlegt.

Die Menhire Nr. 1 und Nr. 21 wurden 1938, der Menhir Nr. 32 wurde 1969 als Monument historique eingestuft.

Menhire von Veyssières
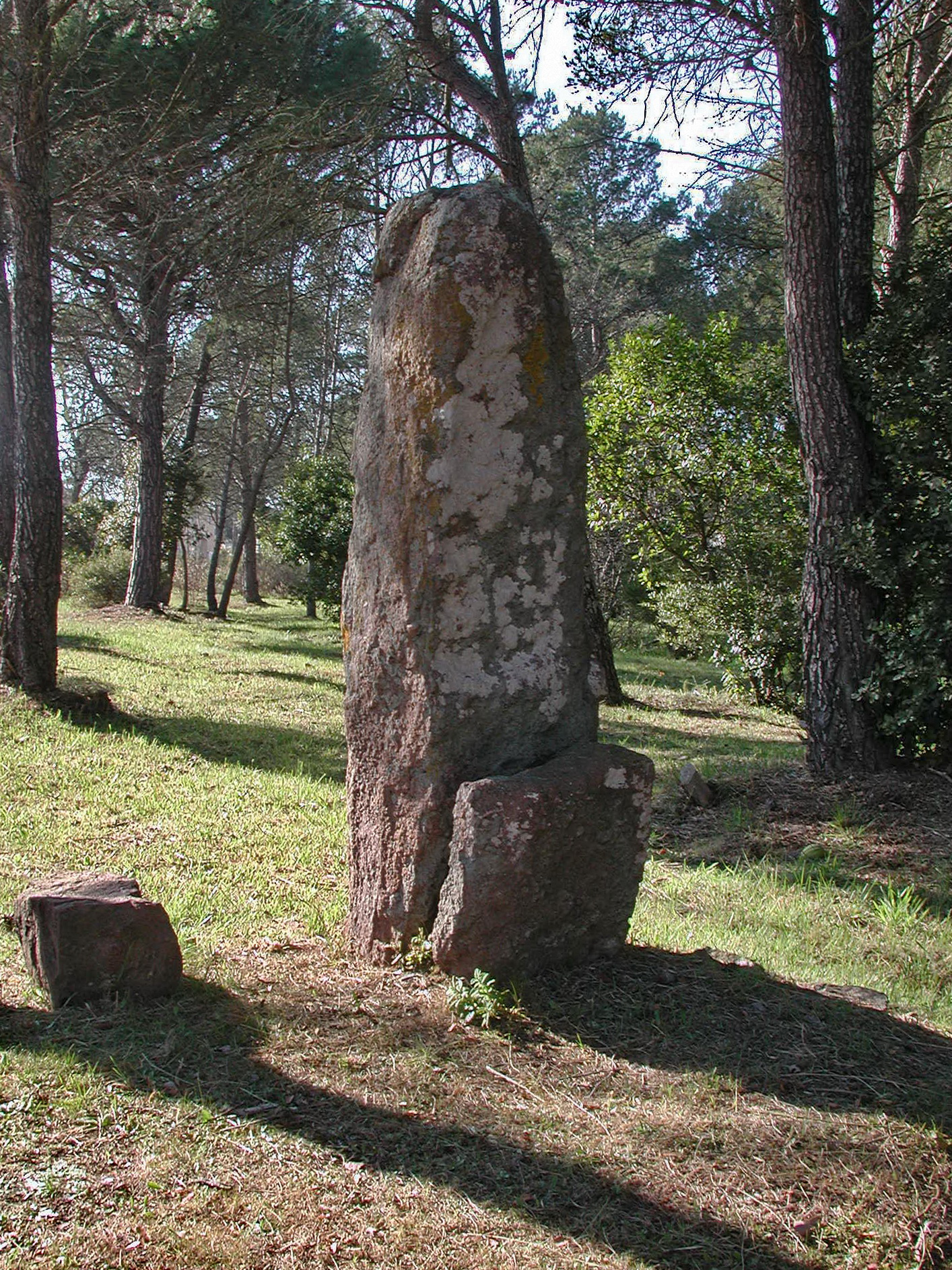
Menhir 1
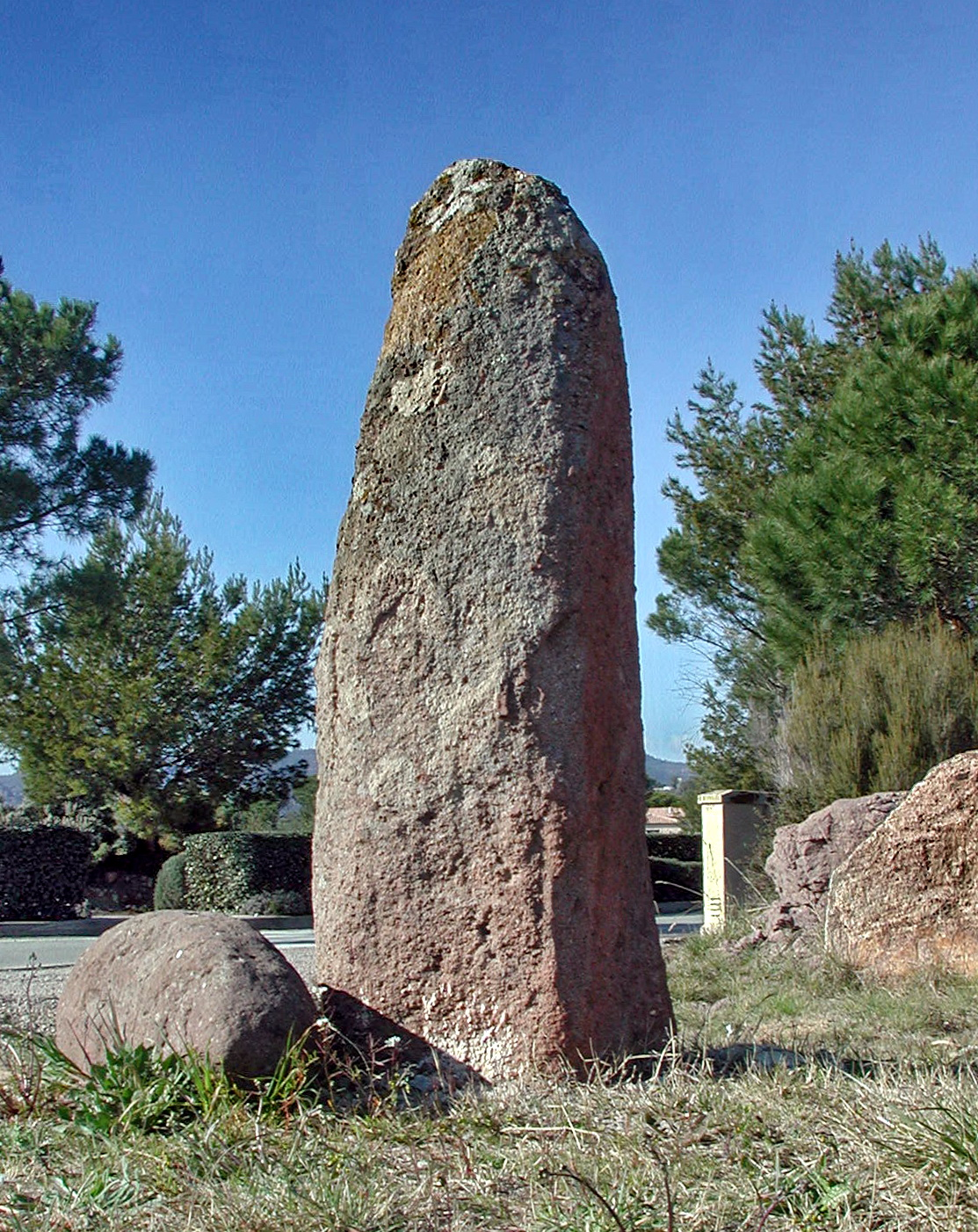
Menhir 21 oder Menhir de Valescure
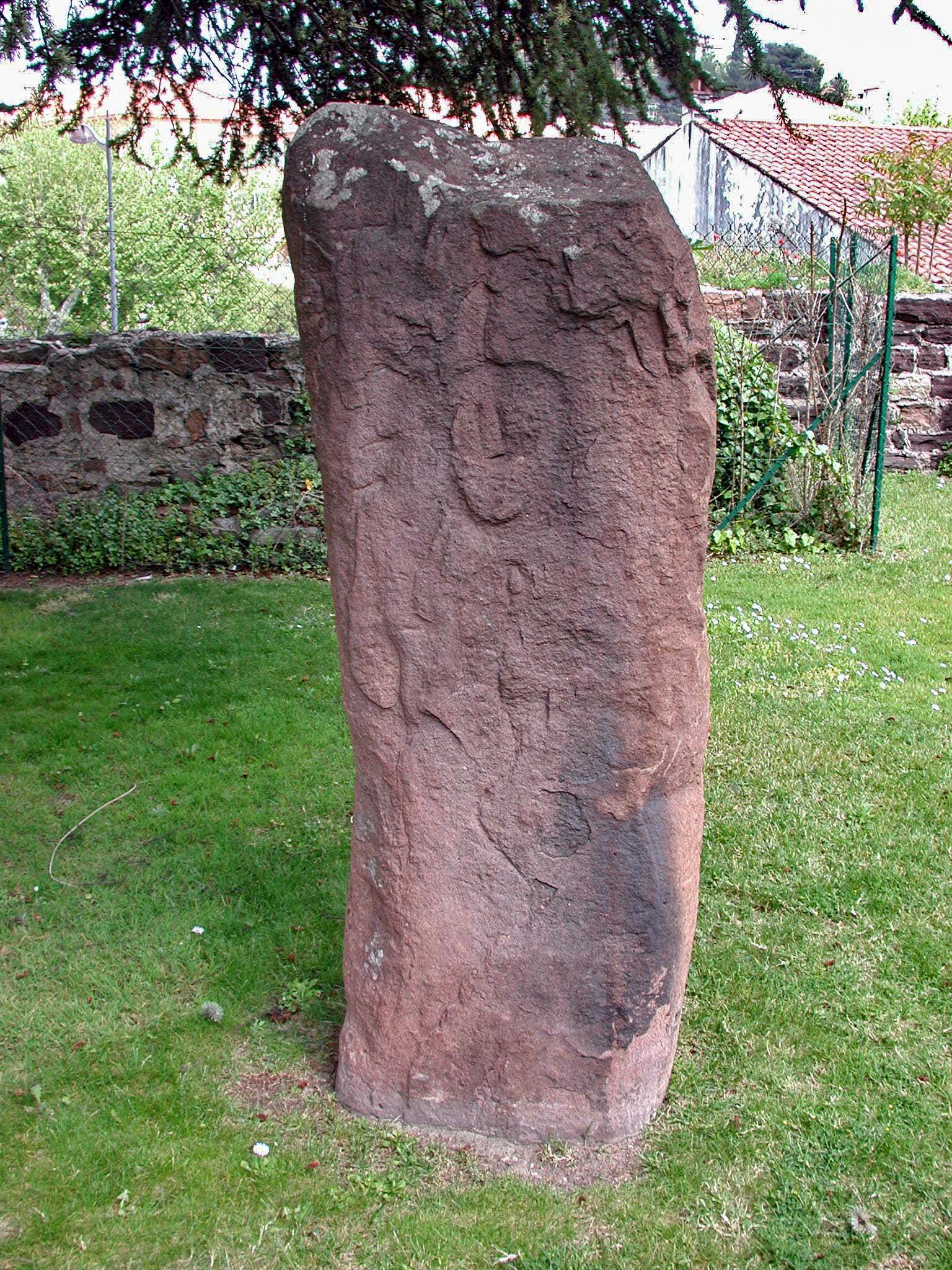
Menhir 32